# Torps distrikt, Bohuslän
Torps distrikt är ett distrikt i Orusts kommun och Västra Götalands län. 
Distriktet ligger på nordöstra delen av Orust. 

## Tidigare administrativ tillhörighet
Distriktet inrättades 2016 och utgörs av socknen Torp i Orusts kommun.
Området motsvarar den omfattning Torps församling hade vid årsskiftet 1999/2000.